# Discovery Family
（前稱和）是一個由孩之寶和探索傳播擁有的美國有線和衛星電視頻道，宣傳自己是一個播放自製和外購的家庭向電視頻道，曾播放的節目包括孩之寶的《彩虹小馬：友情就是魔法》、《至Q寵物屋》及變形金剛相關的節目，以及家庭向的科普和自然類節目。

## 外部連接
- 官方网站